# Nana Anima Wiafe-Akenten
Dr Nana Anima Wiafe-Akenten est une professionnelle des médias ghanéenne, chef du département Akan-Nzema du Collège d'éducation des langues du campus Ajumako de l'Université d'éducation de Winneba au Ghana. Elle est la première personne à avoir reçu un doctorat en twi. 

## Vie privée
Anima est originaire d'Atwima-Ofoase, dans la région d'Ashanti. Elle a grandi dans une famille d'académiciens. Elle est mariée à Charles B. Wiafe-Akenten, chargé de cours au département de psychologie de l'Université du Ghana. Son premier enfant, Michael Wiafe-Kwagyan, est  chargé de cours au département de science des plantes du même établissement.  Elle a trois filles - Nana Adwoa, Awo Asantewaa et Ohenemaa Wiafewaa. 

## Éducation
Anima a fait ses études secondaires à l'école secondaire St. Roses a Akwatia, dans la Région Orientale du Ghana, entre 1991 et 1993. Elle a étudié à l'Université du Ghana pour son premier diplôme et a obtenu un baccalauréat ès arts en linguistique et arts du théâtre (théâtre appliqué à la formation continue) en 1995.  En juillet 2017, elle a obtenu son doctorat de l'Université du Ghana en études en langues ghanéennes (linguistique akan - discours des médias). Elle a notamment rédigé sa thèse en twi, ce qui constitue alors une première mondiale. Selon elle, le principal défi de la rédaction d'un article académique en twi était de traduire correctement les citations et la terminologie scientifique de l'anglais,.

## Travail médiatique
Elle a travaillé à la chaîne de télévision GTV de 2003 à 2013.  Elle a également animé une émission intitulée Amammerefie sur la station de radio locale Asempa FM entre 2008 et 2010,. En outre, elle a dirigé l'actualité en akan chez Top Radio et Radio Universe, tous basés à Accra. 

## Travail social
Elle crée le Language Watch Foundation[Quand ?] pour aider à limiter l’utilisation du langage vulgaire au sein des médias. Elle crée le Nananom Language and Media Center pour former des personnes à l'écriture de la langue twi, au choix des mots, à la prise de parole en public, à l'utilisation de proverbes twi et de mots tabous en twi.